# José Arturo Ambrosetti
José Arturo Ambrosetti (n. 1939 ) es un profesor, ingeniero agrónomo, y botánico argentino. En 2010 es consultor de la Universidad Nacional de Cuyo. Es director del Jardín botánico de Chacras de Coria, provincia de Mendoza.

## Algunas publicaciones
- 1963. Ambrosetti JA & RC Marlangeon, 1963. Nuevos hospedantes de Cuscuta microstyla Engelm. var. bicolor (AT Hunz.) AT Hunz. (Convolvulaceae). Revista de la Facultad de Ciencias Agrarias UNCu 1963.
- 1968. Ambrosetti JA, E Méndez & FA Roig. Observaciones sobre una comunidad vegetal clausurada a los animales pero modificada por el fuego en el W de la prov. de Mendoza y su importancia en el control biológico de la erosión torrencial y las pasturas. Revista de la Facultad de Ciencias Agrarias UNCu 14 (1-2): 3-26.
- 1971. Roig FA & JA Ambrosetti. Investigaciones climáxicas I. Restos de un estrato arbóreo bajo de Schinus polygamus en la Precordillera de Mendoza. Deserta 2: 115-130. Mendoza.
- 1972. Ambrosetti JA, 1972. Especies interesantes en la ordenación de la cuenca Papagayos I. Deserta (Mendoza) 2: 207-240.
- 1977. Ambrosetti JA, J de Anchorena, O Dollenz, A Faggi, MC Latour, E Méndez, FA Roig, P Seibert. Recursos naturales, Relevamiento, N° 2. Vegetación, Transecta botánica Río Gallegos (Santa Cruz) - Puerto Natales. Memoria Técnica 1976-1977 INTA, EERA Bariloche. 4 pp.
- 1980. Ambrosetti JA & L Triviño, 1980. Adrián Ruiz Leal [obituario, bio-bibliografía].  Deserta (Mendoza) 6: 7-14.
- 1983. Ambrosetti JA & E Méndez, 1983. Los tipos biológicos de Raunkiaer en las comunidades vegetales de Río Turbio, provincia de Santa Cruz, Argentina. Deserta (Mendoza) 7: 13-39.
- 1983. Ambrosetti JA, LA Del Vitto & E Méndez. Esquema de la vegetación desde Mendoza a Las Cuevas por Villavicencio y Paso de Uspallata. Mendoza: Instituto Argentino de Investigaciones de las Zonas Áridas (IADIZA). 14 pp., 2 map. Offset.
- 1986. Ambrosetti José Arturo & L.A. Del Vitto. Flora. En: IADIZA, Evaluación de los recursos de las tierras altas del Centro de Mendoza, Argentina. 43 pp. + 5 f., 24 tab. y 2 anexos. Anexo I: Componentes de la Flora Fanerogámica.
- 1986. Ambrosetti José Arturo, L.A. Del Vitto & F.A. Roig, La Vegetación del Paso de Uspallata, Provincia de Mendoza, Argentina. En: Eskuche U & E Landolt, Beiträge zur Kenntnis der Flora und Vegetation Nordargentiniens. Veröff Geobot. Inst. ETH, Stiftung Rübel, 91: 141-180. Zürich.
- 1989. Roig FA & JA Ambrosetti. El género Artemisia (Compositae) en la Sierra del Paramillo, Mendoza y una nueva variedad de A. mendozana D.C. Parodiana 5 (2): 363-373.
- 1999. Passera, Carlos Bernardo & Ambrosetti, José Arturo. In Vitro Propagation Of Incayuyo Lippia Integrifolia (Gris.) Hier. (Verbenaceae) A Medicinal And Aromatic Plant Of Monte Phytogeographical Province, Argentina. Acta Horticulturae 502 ( 1 ): 319-324.
- 2002. Debandi G, B Rossi, J Araníbar, JA Ambrosetti & IE Peralta. Breeding system of Bulnesia retama (Gillies ex Hook & Arn.) Gris. (Zygophyllaceae) in the Central Monte Desert (Mendoza, Argentina). Journal of Arid Environments 51: 141-152.
- 2004. Ambrosetti, José Arturo, A. Alaria, H Gold, M Gutiérrez, P Occhiuto.  Flora Ilustrada de Chacras de Coria. Familia Cactáceas. Universidad Necional de Cuyo, Mendoza: EDIUNC, Universidad Nacional de Cuyo. Resumen. Jornada. XIX Jornadas de Investigación. Secretaría de Ciencia, Técnica y Posgrado UNCu.
- 2001. Ambrosetti, José Arturo, A. Alaria. Flora ilustrada de Chacras de Coria. Universidad Nacional de Cuyo, Mendoza: EDIUNC. Resumen. Jornada. XVIII Jornadas de Investigación. Secretaría de Ciencia y Técnica UNCu.
- 2016. Ambrosetti JA, E Aspillaga, L Bonjour, IA Del Vitto, LA Del Vitto, M Delugan, R Kiesling & C Scoones. Herbario: el desarrollo de la botánica en Mendoza. En: CONICET en el Iadiza (CONICET / UNCuyo / Gobierno de Mendoza). Diario Los Andes (Mendoza). Sección: Sociedad, 3 pp. Edic. impresa del Sábado 31 de diciembre de 2016 (edic. on-line en http://losandes.com.ar/article/herbario-el-desarrollo-de-la-botanica-en-mendoza).

## Honores
En 2009, recibió el Diploma de Socio Honorario de la Sociedad Argentina de Botánica.
- La abreviatura «Ambrosetti» se emplea para indicar a José Arturo Ambrosetti como autoridad en la descripción y clasificación científica de los vegetales.[3]